# Albert Seelemann
Albert Theodor Josef Seelemann (* 12. Dezember 1821 in Berlin; † 17. Februar 1890 in Wiesbaden) war ein preußischer Generalmajor.

## Leben

### Herkunft
Albert war der Sohn von Franz Seelemann († 1850) und dessen Ehefrau Emilie, geborene Magnus († 1854). Sein Vater war Leutnant a. D., sowie Lazarettoberinspektor und Rendant des allgemeinen Garnisonlazaretts in Berlin.

### Militärkarriere
Seelemann besuchte das Gymnasium in Berlin und trat am 1. Mai 1839 als Füsilier in das 29. Infanterie-Regiment der Preußischen Armee ein. Bis Anfang Januar 1842 avancierte er zum Sekondeleutnant. Krankheitsbedingt wurde er Mitte August 1845 auf ein Jahr zur Disposition gestellt und am 20. Oktober 1846 in seinem alten Regiment wieder angestellt. Anfang Februar 1847 folgte seine Versetzung in das 25. Infanterie-Regiment. Vom 11. November 1850 bis zum 20. Januar 1851 war Seelemann als Adjutant des Ersatzbataillons der 30. Infanterie-Brigade kommandiert. Im Anschluss daran fungierte er bis Mitte Oktober 1855 als Adjutant des II. Bataillons und wurde in dieser Stellung Premierleutnant. Als solcher war Seelemann mehrere Jahre Kompanieführer beim II. Bataillon des 25. Landwehr-Regiments in Jülich. Am 1. Mai 1860 wurde er dann als Hauptmann zum 25. kombinierten Infanterie-Regiment kommandiert, aus dem das 5. Rheinische Infanterie-Regiment Nr. 65 hervorging. Dort wurde Seelemann am 19. September 1860 zum Kompaniechef ernannt, bevor man ihn am 11. Februar 1862 in das 1. Rheinische Infanterie-Regiment Nr. 25 rückversetzte. Mit diesem Verband nahm Seelemann 1866 während des Deutschen Krieges an den Kämpfen bei Langensalza, Uettingen und Roßbrunn sowie der Beschießung von Würzburg teil.
Nach dem Friedensschluss war er kurzzeitig im neu aufgestellten Infanterie-Regiment Nr. 84 tätig und wurde mit der Beförderung zum Major am 18. Mai 1867 in das 8. Ostpreußische Infanterie-Regiment Nr. 45 versetzt. Ab dem 13. September 1867 war Seelemann zunächst Kommandeur des II. Bataillons und erhielt am 27. Januar 1870 das Kommando über das Füsilier-Bataillon. Dieses führte er 1870/71 während des Krieges gegen Frankreich in den Schlachten bei Gravelotte und Noisseville, der Belagerung von Metz sowie bei der Einschließung von La Fère. Ausgezeichnet mit dem Eisernen Kreuz II. Klasse wurde Seelemann am Tag der Kaiserproklamation in Versailles zum Oberstleutnant befördert.
Am 7. August 1874 beauftragte man ihn unter Stellung à la suite mit der Führung des 2. Ostpreußischen Grenadier-Regiments Nr. 3, bevor Seelemann am 15. September zum Regimentskommandeur ernannt und in dieser Eigenschaft am 19. September 1874 zum Oberst befördert wurde. Für seine Leistungen erhielt er am 9. September 1879 den Kronenorden II. Klasse. Unter Verleihung des Charakters als Generalmajor erfolgte am 11. Dezember 1880 seine Ernennung zum Kommandanten von Neu-Breisach. Mit der gesetzlichen Pension wurde Seelemann am 3. Juni 1882 unter Verleihung des Roten Adlerordens II. Klasse mit Eichenlaub zur Disposition gestellt.
Nach seiner Verabschiedung lebte Seelemann zunächst in Magdeburg und von November 1882 bis zu seinem Tod in Wiesbaden.

### Familie
Seelemann hatte sich am 16. November 1857 mit Henriette Luise Klara Kühne (1827–1877), der Tochter des preußischen Generalmajor Johann Kühne (1791–1870), verheiratet. Aus der Ehe gingen folgende Kinder hervor:
- Henriette (* 1858) ⚭ 7. Oktober 1882 Hugo von Wrochem, preußischer Hauptmann im Infanterie-Regiment „Graf Barfuß“ (4. Westfälisches) Nr. 17
- Anna (1860–1870)
- Karl Albert Paul (1866–1914), zuletzt Major im Reserve-Infanterie-Regiment Nr. 81
- Franz (1867–1878)